# Petro-Svîstunove, Solone
Petro-Svîstunove (în ucraineană Петро-Свистунове) este un sat în comuna Viiskove din raionul Solone, regiunea Dnipropetrovsk, Ucraina.

## Demografie
Componența lingvistică a localității Petro-Svîstunove
     Ucraineană (100%)
Conform recensământului din 2001, toată populația localității Petro-Svîstunove era vorbitoare de ucraineană (100%).